# Les Horizons
Les Horizons est un gratte-ciel d'habitations situé dans le quartier Bourg-l'Évesque à Rennes (Ille-et-Vilaine). Construit en 1970 par l'architecte Georges Maillols, il s'agit d'un des premiers immeubles de grande hauteur (IGH) à usage d'habitation construit en France. L'immeuble est constitué de deux tours accolées, respectivement d'une hauteur de 96 m (Horizons I) et 95 m (Horizons II). C'est le plus haut bâtiment de Rennes, juste devant la Tour de l'Éperon (92 m), située plus au sud dans le quartier du Colombier.
Il faisait partie d'un vaste programme de construction d'habitations qui avait pour but de répondre à la très forte demande en logements à la fin des années 1960. L'ancien quartier de Bourg-l'Évesque, devenu insalubre après la Seconde Guerre mondiale, fut intégralement rasé et remplacé par des immeubles modernes. Construit trois ans avant la Tour Montparnasse à Paris, la construction des Horizons a été très rapide puisqu'un étage était construit par semaine, avec des éléments en béton préfabriqués,   les deux tours ayant été construites l'une après l'autre. L'immeuble est quelquefois appelé « les tours jumelles », « les tours siamoises » ou l'« épi de maïs » par la forme qu'il évoque.

## Contexte
Lors de la Seconde Guerre mondiale, le tissu urbain de la ville de Rennes a été touché par les bombardements et après guerre, la population urbaine s'accroit fortement. La construction des Horizons s'inscrit dans un contexte de rénovation urbaine de Rennes entamé dans les années 1960. La municipalité dirigée par Henri Fréville souhaite faire disparaître les quartiers insalubres, fournir de nouveaux logements et inscrire la ville dans la modernité. La rénovation des îlots anciens se fait avec la mise en place de zones à urbaniser en priorité (ZUP), et entre 1953 et 1970, 30 000 logements sont construits par la municipalité.
Georges Maillols est un acteur très actif sur ce projet de rénovation urbaine. Il est désigné architecte sur le tout premier îlot rue Jules Simon. Il est l'acteur majeur de la reconstruction du faubourg de la rue de Brest avec l'élaboration de nombreux bâtiments tels que Les Crystales ou La Caravelle. Les Horizons est le premier immeuble d'habitation de grande hauteur et a contribué à la rédaction des normes pour ce type de bâtiment. 

## Structure
Les Horizons sont formés de deux tours accolées par des terrasses. Le noyau central des tours sert de circulation verticale. La structure extérieure est composée de quatorze poteaux, renforcée par des murs de refend et des poutres semi-circulaires.
Toutes les façades sont des éléments préfabriqués et assemblés. Les éléments préfabriqués, conçus par André Autret et Michel Bonjour[réf. nécessaire], ont été réalisés en béton blanc, dioxyde de titane (indispensable à la blancheur, aujourd'hui E171)[réf. nécessaire] et quartz concassé par la Société rennaise de préfabrication. Un élément préfabriqué est de la hauteur d'un étage et compose une pièce d'appartement.
La tour comporte 35 niveaux (rez-de-chaussée compris) dont 30 niveaux habitables et 5 niveaux techniques (3 au pied et 2 sur le toit de l'immeuble, où l'on trouve le mécanisme des ascenseurs, la chaufferie et la réserve incendie). Les niveaux habitables comptent 480 appartements de type F2 prévus pour accueillir des jeunes couples ou des étudiants (le campus de Villejean étant à 1,5 km), pour une population d'environ 1 000 personnes.
Les Horizons fournissent 440 places de parking semi-enterrées au pieds des tours.
À l'origine, Georges Maillols avait pensé à fusionner les blocs bleus sur le toit pour que la tour ait une forme plus élancée, en se terminant par un mat portant un drapeau français. Ainsi, Les Horizons auraient fait 110 m. Finalement le projet est resté tel qu'on peut le voir aujourd'hui. Georges Maillols projetait également de créer un restaurant panoramique au sommet des tours.
Les Horizons ont été rénovés au milieu des années 1990 pour lui redonner son aspect initial. Aujourd'hui, l'immeuble fait partie des symboles de la ville de Rennes. Georges Maillols caractérisait cet ensemble comme le « témoin légitime de l’urbanisme contemporain ».

## Dans la culture
De 1975 à 1979, l’écrivain Milan Kundera a résidé au trentième et dernier étage de la tour , coté Est, lorsqu’il enseignait, en tant que professeur invité, la littérature comparée à l'université Rennes 2 après avoir fui la Tchécoslovaquie communiste. Il évoque l'arrivée dans cet appartement dans son ouvrage  Le Livre du rire et de l'oubli (1979) (« Quand le soleil m’a réveillé, j’ai compris que ces grandes fenêtres donnaient à l’est, vers Prague »). 
En 2009, Riad Sattouf a tourné plusieurs scènes de son film Les Beaux Gosses dans cette tour.
L'inspecteur McCash, personnage principal d'une série de romans policiers de Caryl Férey, réside dans la tour des Horizons.  

### Sites internet
- Photos de la construction des Horizons, fonds d'archives Maillols
- Photographies des tours des Horizons à Rennes
- Open Data Rennes Métropole

- Site officiel
- Ressources relatives à l'architecture :   - Inventaire Bretagne
  - Mérimée
  - PSS